# Переписна область №8 (Манітоба)
Переписна область №8 (англ. Division No.  8) — переписна область в Канаді, у провінції Манітоба.

## Населення
За даними перепису 2016 року, переписна область нараховувала 13968 жителів, показавши зростання на 3,9%, порівняно з 2011-м роком. Середня густина населення становила 2,4 осіб/км².
З офіційних мов обидвома одночасно володіли 655 жителів, тільки англійською — 13 140, тільки французькою — 10, а 90 — жодною з них. Усього 3,220 осіб вважали рідною мовою не одну з офіційних, з них 750 — одну з корінних мов, а 40 — українську.
Працездатне населення становило 58,6% усього населення, рівень безробіття — 5,5% (6% серед чоловіків та 4,8% серед жінок). 73,2% були найманими працівниками, 24,6% — самозайнятими.
Середній дохід на особу становив $35 179 (медіана $26 499), при цьому для чоловіків — $39 397, а для жінок $30 887 (медіани — $31 275 та $23 304 відповідно).
27,3% мешканців мали закінчену шкільну освіту, не мали закінченої шкільної освіти — 38,4%, 34,3% мали післяшкільну освіту, з яких 20,6% мали диплом бакалавра, або вищий, 10 осіб мали вчений ступінь.
| Статево-вікова структура населення | Статево-вікова структура населення | Статево-вікова структура населення | Статево-вікова структура населення | Статево-вікова структура населення |
| ---------------------------------- | ---------------------------------- | ---------------------------------- | ---------------------------------- | ---------------------------------- |
|                                    |                                    |                                    |                                    |                                    |
| Всього                             | Всього                             | 51,2%48,8%                         |                                    |                                    |
| 0 — 14 років                       | 0 — 14 років                       |                                    | 23,5%                              | 23,5%                              |
| 15 — 64 років                      | 15 — 64 років                      |                                    | 59,6%                              | 59,6%                              |
| 65 і більше                        | 65 і більше                        |                                    | 16,9%                              | 16,9%                              |
| 85 і більше                        | 85 і більше                        |                                    | 2,6%                               | 2,6%                               |
| Середній вік (років)               | Середній вік (років)               | 37,439,2                           | 38,3                               | 38,3                               |
| Медіана (років)                    | Медіана (років)                    | 35,638,5                           | 37,0                               | 37,0                               |
| — чоловіки — жінки                 |                                    |                                    |                                    |                                    |

| Походження мешканців:     | Походження мешканців:     | Походження мешканців: | Походження мешканців: | Походження мешканців: |
| ------------------------- | ------------------------- | --------------------- | --------------------- | --------------------- |
| Походження                |                           |                       | осіб                  | %                     |
| Корінні американці        | Корінні американці        |                       | 3 355                 | 27.14%                |
| Інше північноамериканське | Інше північноамериканське |                       | 2 925                 | 23.67%                |
| Європейське               | Європейське               |                       | 8 020                 | 64.89%                |
| британське                | британське                |                       | 4 425                 | 35.8%                 |
| французьке                | французьке                |                       | 1 280                 | 10.36%                |
| українське                | українське                |                       | 715                   | 5.78%                 |
| Латинськоамериканське     | Латинськоамериканське     |                       | 105                   | 0.85%                 |
| Африканське               | Африканське               |                       | 60                    | 0.49%                 |
| Азійське                  | Азійське                  |                       | 165                   | 1.33%                 |

| Зайнятість населення за галузями (за класифікацією NOC): | Зайнятість населення за галузями (за класифікацією NOC): | Зайнятість населення за галузями (за класифікацією NOC): | Зайнятість населення за галузями (за класифікацією NOC): | Зайнятість населення за галузями (за класифікацією NOC): |
| -------------------------------------------------------- | -------------------------------------------------------- | -------------------------------------------------------- | -------------------------------------------------------- | -------------------------------------------------------- |
|                                                          |                                                          |                                                          |                                                          |                                                          |
| Управління                                               | Управління                                               |                                                          | 20,8%                                                    | 20,8%                                                    |
| Бізнес, фінанси та адміністрування                       | Бізнес, фінанси та адміністрування                       |                                                          | 10,5%                                                    | 10,5%                                                    |
| Природничі та прикладні науки                            | Природничі та прикладні науки                            |                                                          | 2,4%                                                     | 2,4%                                                     |
| Охорона здоров'я                                         | Охорона здоров'я                                         |                                                          | 7,6%                                                     | 7,6%                                                     |
| Освіта, правозахист, муніципальні та урядові служби      | Освіта, правозахист, муніципальні та урядові служби      |                                                          | 11,7%                                                    | 11,7%                                                    |
| Мистецтво, культура, відпочинок та спорт                 | Мистецтво, культура, відпочинок та спорт                 |                                                          | 0,7%                                                     | 0,7%                                                     |
| Роздрібна торгівля та послуги                            | Роздрібна торгівля та послуги                            |                                                          | 14,7%                                                    | 14,7%                                                    |
| Гуртова торгівля, транспорт та обладнання                | Гуртова торгівля, транспорт та обладнання                |                                                          | 18,2%                                                    | 18,2%                                                    |
| Природні ресурси, сільське господарство                  | Природні ресурси, сільське господарство                  |                                                          | 10,3%                                                    | 10,3%                                                    |
| Виробництво                                              | Виробництво                                              |                                                          | 2,8%                                                     | 2,8%                                                     |

## Населені пункти
До переписної області входять муніципалітети Норт-Норфолк, Норфолк-Трегерн, Ґленелла-Ленсдовн, Вестлейк-Ґледстоун, індіанська резервація Сенді-Бей 5, а також хутори, інші малі населені пункти та розосереджені поселення.

## Клімат
Середня річна температура становить 2,6°C, середня максимальна – 23,5°C, а середня мінімальна – -23,8°C. Середня річна кількість опадів – 535 мм.
| Клімат поселення                              | Клімат поселення | Клімат поселення | Клімат поселення | Клімат поселення | Клімат поселення | Клімат поселення | Клімат поселення | Клімат поселення | Клімат поселення | Клімат поселення | Клімат поселення | Клімат поселення | Клімат поселення |
| Показник                                      | Січ.             | Лют.             | Бер.             | Квіт.            | Трав.            | Черв.            | Лип.             | Серп.            | Вер.             | Жовт.            | Лист.            | Груд.            |                  |
| Середній максимум, °C                         | −11,34           | −7,46            | −0,65            | 9,45             | 17,62            | 22,89            | 23,48            | 22,78            | 17,18            | 10,21            | 0,06             | −9,22            |                  |
| Середня температура, °C                       | −17,54           | −13,68           | −6,89            | 3,22             | 11,40            | 16,67            | 19,10            | 18,40            | 12,80            | 5,84             | −4,32            | −13,61           |                  |
| Середній мінімум, °C                          | −23,76           | −19,88           | −13,09           | −3               | 5,18             | 10,45            | 14,72            | 14,01            | 8,42             | 1,46             | −8,69            | −17,97           |                  |
| Норма опадів, мм                              | 22               | 17               | 24               | 29               | 59               | 87               | 80               | 63               | 49               | 45               | 32               | 28               |                  |
| Середньомісячна швидкість вітру, м/с          | 4.33             | 4.30             | 4.40             | 4.60             | 4.70             | 4.10             | 3.59             | 3.70             | 4.20             | 4.50             | 4.48             | 4.38             |                  |
| Середньомісячна сонячна радіація, кДж/м²·день | 4242             | 7622             | 12567            | 17110            | 19903            | 21153            | 21824            | 18521            | 12909            | 7756             | 4316             | 3226             |                  |
| --------------------------------------------- | ---------------- | ---------------- | ---------------- | ---------------- | ---------------- | ---------------- | ---------------- | ---------------- | ---------------- | ---------------- | ---------------- | ---------------- | ---------------- |
| Джерело:                                      |                  |                  |                  |                  |                  |                  |                  |                  |                  |                  |                  |                  |                  |